# کارا تئوبولد
کارا تئوبولد (انگلیسی: Cara Theobold؛زادهٔ ۲۵ ژانویهٔ ۱۹۹۰) بازیگر اهل بریتانیا است.
او دانش‌آموختهٔ «مدرسه تئاتر و موسیقی گیلدهال» است.
از فیلم‌ها یا مجموعه‌های تلویزیونی که وی در آن‌ها نقش داشته است، می‌توان به دانتون ابی اشاره نمود.